# أم غريب الكبري (ويس)
أم غریب الکبری (بالفارسية: ام‌الغریب بزرگ) هي منطقة سكنية تقع في إيران في قسم ويس الريفي. يقدر عدد سكانها بـ 203 نسمة .